# Zéo
 Zéo è una città e sottoprefettura della Costa d'Avorio appartenente al dipartimento di Bangolo. Conta una popolazione di 9 259 abitanti (censimento 2014).